# 亚那

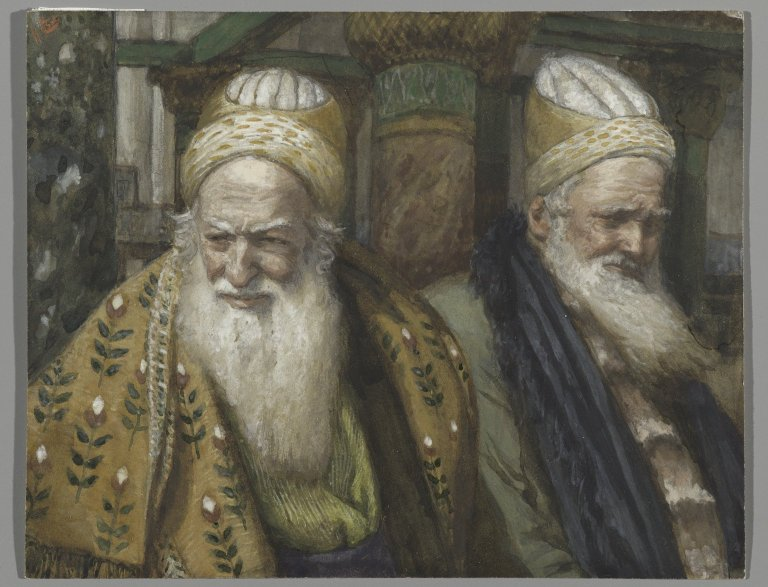
詹姆斯·蒂索《亚那与该亚法》，1886年至1894年間

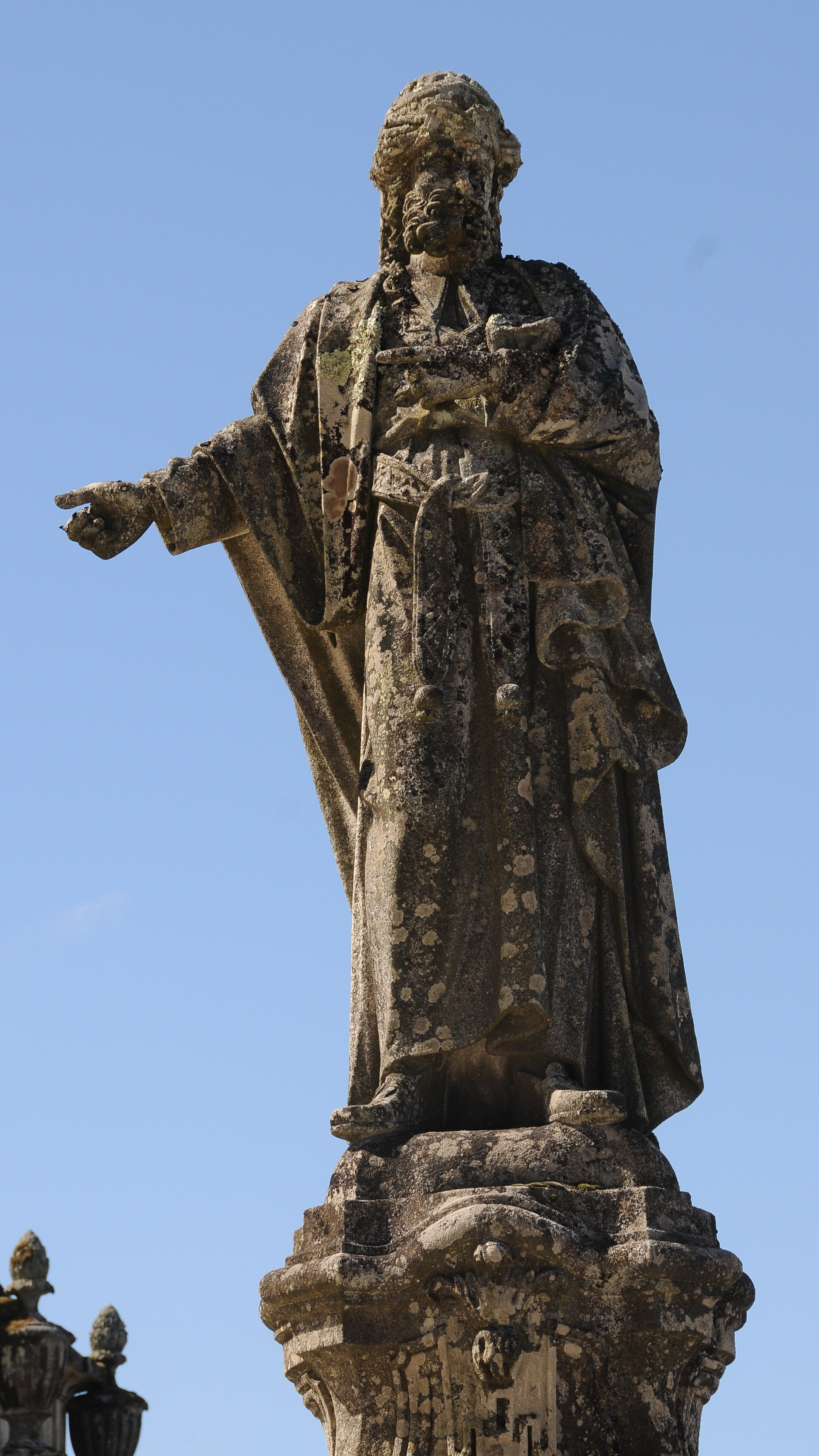
布拉加山上仁慈耶稣朝圣所亚那像

亚那，塞特之子。公元6年，羅馬敘利亞行省总督居里扭任命亚那为新成立的犹太行省第一任大祭司。此时，羅馬帝國皇帝奧古斯都刚刚罢黜猶地亞核心地區的分封王希律·阿基勞斯，将犹地亞直接划归行省。
亚那正式任大祭司为10年（公元6至15年），在36岁时被時任猶太行省總督瓦勒里烏斯·格剌圖斯罢黜。虽然失去正式职位，他依然是行省最具政治和社会影响力的人物之一，并得到五个儿子和女婿、傀儡大祭司该亚法的大力支持。关于他的去世没有记录，但他的儿子小亚那因呼吁与罗马和解而在公元66年遭到暗杀。
亚那出现在福音书和受难剧中，以大祭司身份将耶稣交付审判，随后转交给時任總督本丢·彼拉多。

## 祭司家族
亚那、该亚法和五兄弟任期为：
- 亚那，塞特之子 （6–15年）

- 以利亚撒，亚那之子 （16–17年）
- 该亚法 （18–36年），亚那的女婿 
- 约拿单，亚那之子 （36–37年和44年）
- 提阿非罗·本·亚那 （37–41年）
- 马提亚·本·亚那 （43年）
- 亚那·本·亚那 （63年）

在《民數記》第35章第25节至第28节参提到“大祭司死了”，可见大祭司通常任职终身。或许亚那因此在解职后还与该亚法一道被称为“大祭司”。他也可能是犹太公会的主席，或大祭司助理。

## 《新约》
《路加福音》第3章第2节参中提及“亞那和該亞法作大祭司、那時、撒迦利亞的兒子約翰在曠野裏、上帝的話臨到他。”

### 图谋杀害拉撒路
在《約翰福音》第12章第10节参中，亚那一家图谋杀害拉撒路。虽然亚那没有被指名道姓，但一些十九世纪作家认为在财主和拉撒路的比喻中“财主”和五兄弟暗指亚那一家。如果将《路加福音》第16章第19节参中“穿着紫色袍和細麻布衣服”对比《出埃及記》第28章第8节参中的“金線和藍色紫色朱紅色線、並撚的細麻作成”，可以认为财主代表撒都该的名义领袖该亚法，“父亲”是亚那，五兄弟是亚那的五个儿子。在佐证中，比喻讲述即便拉撒路死而复活，父亲和五兄弟也不相信，可见该亚法、亚那和五兄弟冥顽不化，想要把复活的拉撒路再次杀死。。

### 审判耶稣
据《约翰福音》，耶稣被带到该亚法面前质问，尔后送到该亚法家，在那里接受初审。

### 《使徒行传》
五旬节后，亚那主持犹太公会，审讯使徒彼得和约翰。

## 流行文化
亚那在《耶稣基督超级巨星》扮演重要角色，和该亚法一道为两大反派，鼓动对耶稣下手。几乎在所有版本中，亚那声音尖刻，几近假声，而该亚法则为男低音。